# Podomyrma inermis
Podomyrma inermis é uma espécie de formiga do gênero Podomyrma, pertencente à subfamília Myrmicinae.